# До зустрічі з тобою (роман)
«До зустрічі з тобою» (англ. Me Before You) — роман англійської письменниці Джоджо Мойєс 2012 року.

## Сюжет
Луїза Кларк — двадцятишестирічна дівчина з бідної сім'ї. Після того, як вона втрачає свою роботу в кафе, бюро праці пропонує їй спробувати себе у догляді за Вільямом Трейнером, багатієм, який страждає квадриплегією — його прикувало до інвалідного візка після того, як два роки тому він потрапив під колеса мотоцикла. Камілія Трейнор, матір Вілла, бере Луїзу на роботу з надією, що їй вдасться покращити настрій хворого. Незважаючи на початкові труднощі, Вілл згодом стає більш відкритим до Лу.
Одного дня, Луїза дізнається, що Вілл уже якось намагався накласти на себе руки і планує закінчити своє життя у центрі Dignitas, швейцарській організації, яка пропонує людям з важкими формами інвалідності можливість померти, здійснивши асистоване самогубство. Луїза вирішує переконати його, що життя варте того, щоб жити. Протягом шести місяців вони багато подорожують та відвідують численні культурні заходи. А відпустка на острові Маврикій має стати останньою спробою переконати Вілла облишити думку про самогубство.
З розмов з Лу Вілл дізнається, що та зовсім не має амбіцій. Він намагається мотивувати її не засиджуватися на одному місці все своє життя, постійно відкривати та пробувати щось нове, вживляє їй жагу до веселощів та пригод. В останній день відпустки на Маврикії, Луїза освідчується Віллу в коханні та цілує його. Почуття є взаємним, проте воно не змінює його рішення відмовитися від життя.
Вони погоджуються, що останні шість місяців були найкращими в їхньому житті. А Вілл незабаром здійснює свій задум у Dignitas. Він, однак, залишає Лу значну суму грошей, аби вона змогла полишити своє містечко Стортфолд, розширила свої горизонти та закінчила освіту.

## Персонажі
| Луїза (Лу) Кларк — доглядачка хворого Вільям (Вілл) Трейнор — інвалід, що страждає на тетраплегію Камілія Трейнор — матір Вілла Стівен Трейнор — батько Вілла Катрина (Трина) Кларк — молодша сестра Лу Патрик — Хлопець Луїзи | Натан — санітар Вілла Алісія Дьюар — колишня дівчина Вілла Джорджина Трейнор — сестра Вілла Руперт Фрешвел — друг з роботи, який одружився з Алісією. Френк — колишній роботодавець Луїзи Томас — Племінник Луїзи, син Катрини |

## Екранізація
2016 року вийшла екранізація книги з однойменною назвою. Режисер — Теа Шеррок.